# Parker Library

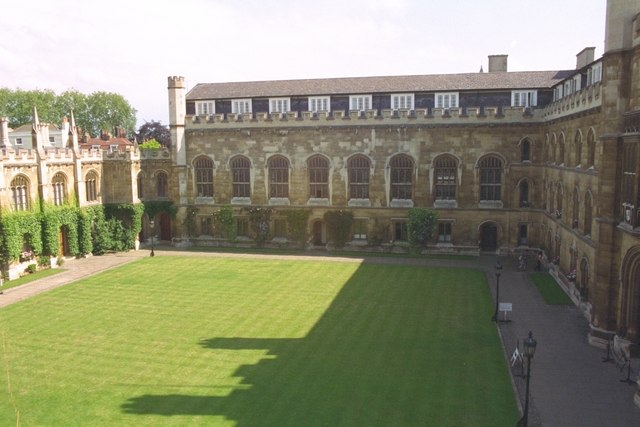
Aula der Parker Library des Corpus Christi College

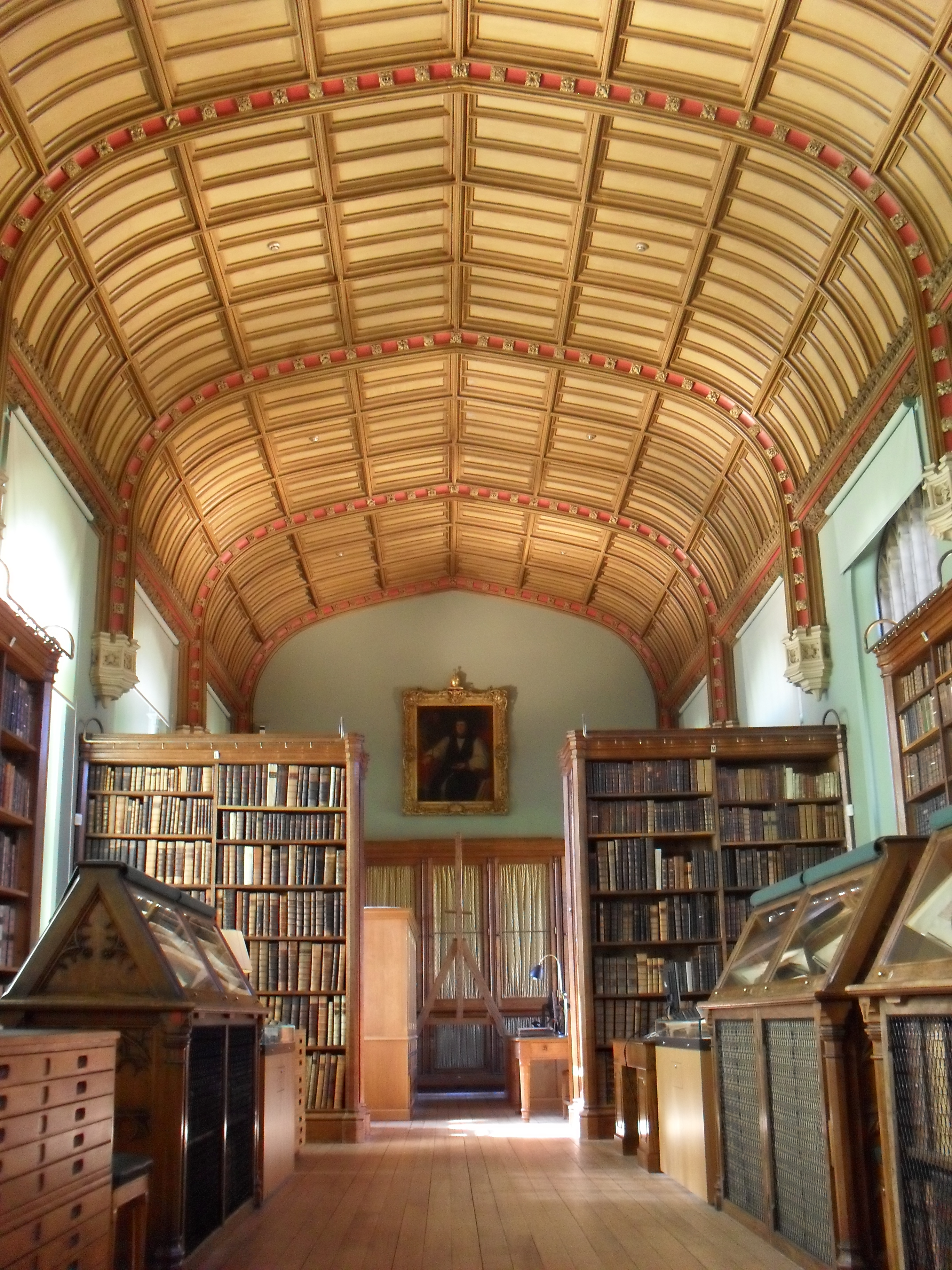
Ein Teil der Parker Library, Wilkins Room

Die Parker Library oder Bibliotheca Parkeriana ist die Bibliothek des Corpus Christi College in Cambridge und ist Teil der University of Cambridge.

## Geschichte und Bestände
Die Parker Library ist nach dem Reformator und Bibliophilen Matthew Parker benannt, der der Bibliothek im Jahr 1575 seine private Sammlung von Manuskripten und alten Drucken vermachte. Da zahlreiche Handschriften in der Parker Library auf die Zeit um 1000 n. Chr. und einige auch früher datiert werden, lässt sie sich auch als Mittelalterliche Bibliothek bezeichnen.
Zu den berühmtesten Manuskripten aus Parkers Vermächtnis zählt das Augustinus-Evangeliar, das im 6. Jahrhundert in Italien angefertigt und unter Papst Gregor dem Großen von Augustinus selbst nach Canterbury gebracht worden war.
Daneben zwei Bibeln aus dem 12. Jahrhundert, von denen eine aus der Abtei St Edmund und die andere aus einem historischen Priorat in der Gegend um Dover stammt und die besterhaltene Ausgabe von Geoffrey Chaucers Troilus and Criseyde.
Der erste umfangreiche Katalog von Parkers Sammlung geht auf Thomas James zurück, der in seiner Ecloga Oxonio-Cantabrigiensis insgesamt 396 Werke aus Parkers Besitz auflistet. Erst 122 Jahre nach James’ erstem Katalog erschien eine aktualisierte Version, die bei 429 Bänden als Provenienz Matthew Parker angab. Eine neue, ergänzte Ausgabe des Katalogs, die bereits 482 Handschriften verzeichnete, wurde im Jahr 1777 publiziert und galt im 19. Jahrhundert als das Standardwerk zur Parker Library. Der heute maßgebliche Katalog wurde von Montague Rhodes James angefertigt und bildete auch die Grundlage für das 2004 begonnene Projekt Parker On the Web. Dieses sollte in Zusammenarbeit mit der Stanford University die Digitalisate sämtlicher Handschriften für Subskribenten zugänglich machen.
Um die Bestände zu sichern, die sich zuvor in einfachen Schränken und Schachteln befanden, wurde im Jahr 2006 mit Plänen für einen Umbau begonnen, der den britischen Vorgaben für die Verwahrung von Manuskripten entsprach. Während der Renovierungsarbeiten, die zwischen Juni 2009 und April 2010 stattfanden, war die Bibliothek vorübergehend geschlossen. Ebenfalls 2009 ging die Rechercheplattform Parker On the Web online. Seit 2018 ist die Plattform unter dem Namen Parker 2.0 kostenfrei zugänglich.

## Bibliothekare
- Raymond Ian Page, 1965–1985
- Nigel Wilkins, 1985–1997
- Frederick William Ratcliffe, 1997–2000
- Christopher de Hamel, 2000–2019
- Philippa Hoskins, seit 2019